# Luis de Velasco y Castilla
Luis de Velasco y Castilla I marqués de Salinas del Río Pisuerga (Carrión de los Condes, 1534-Sevilla, 7 de septiembre de 1617), fue un noble, político y militar español, que fue virrey de Nueva España en dos ocasiones (1590-1595 y 1607-1611) y también virrey del Perú (1596-1604).

## Biografía

### Orígenes
Nació en Carrión de los Condes (Palencia) en 1534, siendo hijo de Luis de Velasco y Ruiz de Alarcón, IV señor de Salinas, virrey de la Nueva España (perteneciente a la Casa de Velasco, y pariente de los Condestables de Castilla) y de su esposa Ana de Castilla y Mendoza, descendiente por línea ilegítima del rey Pedro I de Castilla. En distinción a su padre, se lo conoció como el Hijo o el Joven.

### Embajador en Florencia
Su traslado a la Nueva España tiene como ocasión el encargo de su padre como virrey de la Nueva España. A la muerte de su padre, siguió en Nueva España como regidor, pero a consecuencia de sus enfrentamientos con Álvaro Manrique de Zúñiga, el nuevo Virrey, volvió a España donde Felipe II lo nombró embajador en Florencia.

### Virrey de la Nueva España
El 25 de enero de 1590 se le otorga el virreinato de la Nueva España, a donde se traslada nuevamente.
Como parte de sus prioridades, continuó la labor de su padre con sus medidas a favor del trato y derechos de los indígenas. Eso no evitó que continuara con la conquista, expandiéndose durante su virreinato a tierras chichimecas y fundando establecimientos de tlaxcaltecas, aliados de los españoles, en varias ciudades en los actuales estados de Coahuila, Jalisco, Guanajuato, Zacatecas y San Luis Potosí, o la de San Luis de la Paz. 
Duplicó el tributo que pagaban los naturales. Embelleció la Ciudad de México, abriendo el parque de la Alameda Central, mejoró las fortificaciones de Veracruz y encargó a Juan de Oñate la exploración y conquista de los territorios conocidos posteriormente como Nuevo México.

### Virrey del Perú
El 7 de junio de 1595 fue nombrado virrey de Perú, cargo que comenzó a desempeñar en junio del año siguiente.  Tras zarpar de Acapulco desembarcó en Paita el 19 de abril, donde se 
cruza con el virrey cesante, don García Hurtado de Mendoza, Marqués de Cañete, que regresaba a España. Desde Paita, hizo el recorrido hacia Lima por tierra. Entró en la capital bajo palio el 23 de junio de 1596.  
Como había hecho en Nueva España, trató de mejorar las condiciones de trabajo de los indígenas, particularmente en las minas. Luis de Velasco gobernó en Lima durante ocho años, hasta la llegada de su sucesor, el conde de Monterrey, su sucesor en Nueva España, según costumbre adoptada por la corte en los últimos años. 
Durante su gestión, la Hacienda Real remitió a España un total de 11 112 008 ducados en dinero y metales finos. Las ciudades más importantes fundadas durante su mandato fueron Carrión de Velasco, hoy Huaura - Villa Huaura - Villa Carrión de Velasco (1597), y San Felipe de Austria de Oruro en Charcas (1604). En lo que respecta a su labor en el campo de la educación, destaca la fundación de varias escuelas en Lima para la educación de los niños pobres criollos y peninsulares, así como la inauguración de la Ermita de la Caridad, donde las niñas de la nobleza se instruían, dotaban y casaban.

### Segundo virreinato de la Nueva España
En 1604 volvió a Nueva España, siendo nombrado de nuevo virrey en 1607 a la edad de 73 años.
Durante su segundo mandato en Nueva España comenzó las obras del desagüe del valle de México, remedio propuesto por el ingeniero y cosmógrafo Enrico Martínez para resolver el problema de las frecuentes inundaciones que sufría la Ciudad de México. Sofocó una revuelta de esclavos negros cerca de Orizaba y financió las exploraciones de Sebastián Vizcaíno a Japón (1611).

### Presidente del Consejo de Indias
Concluido su mandato, regresó a España donde se le confió la presidencia del Consejo de Indias. 

### Marqués de Salinas del Río Pisuerga
El 18 de julio de 1609, el rey Felipe III le otorgó el título de marqués de Salinas del Río Pisuerga, en recompensa por sus servicios prestados a la Corona. 
El marquesado constituyó la elevación del señorío de Salinas del Río Pisuerga, que ostentaba desde la muerte de su padre, y que había conformado parte de la herencia de su tatarabuelo, Hernando de Velasco y Solier, señor de Siruela y de las Salinas del Río Pisuerga, hermano de Pedro Fernández de Velasco y Solier, I conde de Haro.

## Matrimonio y descendencia
Casó en la Ciudad de México en 1564 con la primera virreina criolla, María de Ircio y Mendoza, hija del conquistador Martín de Ircio (capitán de Hernán Cortés en la toma de Tenochtitlán), y de Mariana de Mendoza (hija ilegítima de Íñigo López de Mendoza "el Gran Tendilla", conde de Tendilla y marqués de Mondéjar, y de una señora de nombre Leonor Beltrán de Carvajal), por lo tanto media hermana del virrey Antonio de Mendoza.
De dicho matrimonio nacieron:
- Francisco de Velasco e Ircio[1] (1566-1608), caballero de la Orden de Santiago,[3] quien premurió a su padre, por lo que no sucedió en el marquesado. Casó su sobrina Mariana Isabel de Ibarra y Velasco[3] (hija del conquistador Diego de Ibarra y su hermana Ana de Velasco), y cuyo hijo Luis de Velasco e Ibarra fue el segundo marqués de Salinas del Río Pisuerga.[5]
- Antonio de Velasco e Ircio.[1][3]
- Luis de Velasco e Ircio.[1]
- Martín de Velasco e Ircio.[1][3]
- María de Velasco de Mendoza e Ircio, I condesa de Santiago de Calimaya en 1615, casada en 1590 con Juan de Altamirano y Castilla[3]
- Otras dos hijas, monjas concepcionistas en el convento de Regina Coeli.[1]